# Thymallus baicalensis
 Thymallus baicalensis és una espècie de peix de la família dels salmònids i de l'ordre dels salmoniformes.

## Morfologia
- Els mascles poden assolir 35 cm de longitud total i 1.200 g de pes.[5][6]

## Alimentació
Menja amfípodes, larves de tricòpters i plecòpters, i ous de peixos del gènere Cottus.

## Hàbitat
És un peix d'aigua dolça i bentopelàgic.

## Distribució geogràfica
Es troba a Mongòlia i Rússia, incloent-hi el llac Baikal i els seus afluents.

## Observacions
És inofensiu per als humans.